# عبد المجيد ملحم
عبد المجيد محمد عبد المجيد ملحم (15 أغسطس 1977) هو رجل أعمال فلسطيني. والرئيس التنفيذي لمجموعة الاتصالات الفلسطينية. شغل ملحم منصب الرئيس التنفيذي لشركة الاتصالات الخلوية الفلسطينية جوال، وهو رئيس مجلس إدارة الشركة الوطنية للدفع الإلكتروني، وعضو مجلس أمناء جامعة الخليل، وعضو لجنة تنفيذية لمجلس إدارة شركة فلسطين للتنمية والإستثمار، وعضو مجلس إدارة شركة أركان العقارية، إضافةً لكونه عضو مكتب تنفيذي في اللجنة الأولمبية الفلسطينية عن محافظات الوسط. كما أنه عضوٌ في مجلس أمناء جامعة الخليل.